# Polsat Biznes
Polsat Biznes est une chaîne de télévision polonaise disparue sur la thématique des questions économiques et commerciales.

## Histoire
Elle a été lancée le 18 février 2013, en remplacement de TV Biznes.
Le rebranding visait à uniformiser les marques détenues par Telewizja Polsat (pl) et à rafraîchir le profil de la chaîne. Henryk Sobierajski devient directeur de la chaîne.
À la mi-2013, le nom et le profil de la chaîne sont modifiés afin de la rendre plus compétitive par rapport à TVN24 BiŚ et de lui assurer une meilleure position sur le marché.
Le 9 juin 2014, la chaîne cesse ses activités et est remplacée par Polsat News+.